# Brachys querci
Brachys querci är en skalbaggsart som beskrevs av Knull 1952. Brachys querci ingår i släktet Brachys och familjen praktbaggar. Inga underarter finns listade i Catalogue of Life.